# Polygnote
Ne doit pas être confondu avec Polygnote (peintre sur vase).
Polygnote, en grec ancien : Πολύγνωτος (actif vers 460 avant notre ère) est un célèbre peintre grec du milieu du Ve siècle av. J.-C., contemporain de Pauson et Micon, fils d'Aglaophon et frère de Aristophon, tous deux peintres également. Aucune de ses peintures n'a été conservée.

## Histoire
Il est l'un des plus anciens peintres dont on ait retenu le nom, et tout ce que nous savons de lui a été rapporté par des écrivains antiques dont Platon, Aristote qui le qualifie de « bon peintre de mœurs », ἀγαθὸς ἠθογράφος, Pline, Pausanias le Périégète, et Dion Chrysostome.

## Biographie
Il est né à Thasos, alors colonie de Paros, mais a été appelé à Athènes par le général athénien Cimon et là il fut adopté par les Athéniens, et reconnu comme l'un de ses citoyens. On a dit de lui qu'il fut l'amant d'Elpinice, sœur de ce même Cimon et qu'il fit d'elle un tableau que l'on appelait Les Troyennes captives.
Cimon l'aurait donc chargé de la décoration de différents monuments : le temple de Thésée, l’Anacéion ou temple des Dioscures (le Mariage des filles de Leucippe) et surtout la Stoa Poikilè (les Grecs rassemblés pour le jugement d’Ajax, les Troyennes captives avec les traits d’Elpinice pour représenter Cassandre) ; puis il se serait éloigné pour décorer la Lesché des Cnidiens à Delphes et serait revenu à Athènes pour décorer les Propylées.
Son œuvre consistait en de grandes fresques qui évoquaient des épisodes de l’Iliade et de l’Odyssée. Ces renseignements nous sont donnés par Pausanias qui dit que de son temps, les peintures du Pœcile étaient déjà ruinées ; mais il indique avoir vu des fresques de Polygnote dans le temple des Dioscures (Castor et Pollux, le Mariage des filles de Tyndare) et dans un édifice non loin des Propylées : Diomède emportant le Palladion, Ulysse à Lemnos, Oreste et Pylade, Polyxène égorgée sur le tombeau d'Achille. Par ailleurs il put voir à Delphes dans la Lesché des Cnidiens décorée par Polygnote, des fresques de 25 mètres de long : une Ilioupersis et une Nekuia (el) qui sont restées très célèbres.

## Art
Il serait le premier peintre à avoir introduit dans la peinture grecque l'étagement des figures pour suggérer la perspective et l'expression des sentiments (ou éthographie, du grec ethos, caractère). Il est resté célèbre pour avoir réfléchi à l'utilisation des couleurs dans la nature et pour avoir inventé la peinture en couleurs alors qu'elle était jusqu'à lui monochrome : les quatre couleurs fondamentales qu'il utilisait étaient le blanc, le rouge, le jaune et le noir (obtenu en brûlant du marc de raisin), selon la précision donnée par Pline l'Ancien. D’après cet auteur, « Polygnote de Thasos le premier peignit les femmes avec des vêtements brillants, leur mit sur la tête des mitres de différentes couleurs : il contribua beaucoup aux progrès de la peinture, car le premier il ouvrit la bouche des figures, il fit voir les dents, et introduisit l'expression dans les visages, à la place de l'ancienne roideur. »
Micon, un peintre contemporain, et Polygnote ont créé une teinte noire avec du marc de raisin, appelée en grec ancien « tryginon » (τρύγινον, de τρύξ, trux = lie).
L'évolution de sa peinture se fit vraisemblablement sur support mural ou sur panneaux de bois accrochés aux murs. Elle exerça une puissante influence sur la peinture sur céramique de son époque.